# پد تمرینی

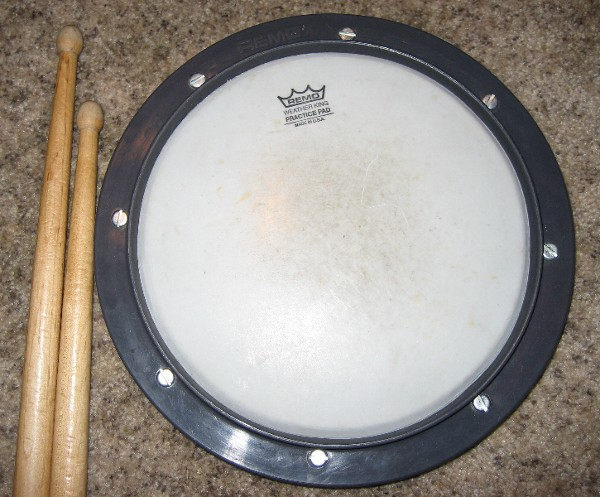
پد تمرینی ساختهٔ شرکت ریمو

پد تمرینی (انگلیسی: Practice pad) یا پد درام (drum pad)، ابزاری است که توسط درامرها و دیگر نوازندگان سازهای کوبه‌ای برای تمرین بی‌صدا یا گرم کردن پیش از اجرا استفاده می‌شود.

## ساختار
پدهای تمرین متنوعی برای کمک به نوازندگان کوبه‌ای به شیوه‌های مختلف طراحی شده‌اند. این پدها ممکن است برای شبیه‌سازی کشش و پاسخ یک پوست طبل واقعی هنگام ضربه زدن طراحی شوند یا بازگشت کمتری داشته باشند تا عضلات نوازنده را تقویت کنند. آن‌ها در شکل‌ها و اندازه‌های مختلفی ساخته می‌شوند و معمولاً کوچک و سبک هستند تا به‌راحتی قابل حمل باشند. بسیاری از مدل‌ها شامل سطوح سخت‌تر یا نرم‌تر، پایه‌های ضدلغزش (که می‌توانند به‌عنوان سطوح خاموش‌شده نیز عمل کنند) و نقاط اتصال برای اتصال پد به سخت‌افزارهای کوبه‌ای موجود مانند پایه‌های سنج یا درام اسنر هستند.

### مایلار
برخی پدهای تمرین از دیسکی از مایلار یا مواد دیگری که در ساخت پوست‌های واقعی درام استفاده می‌شوند، تشکیل شده‌اند که روی لایه‌ای مانند فوم یا لاستیک کشیده شده است. این اجزا توسط حاشیه‌ای فلزی یا پلاستیکی به هم متصل می‌شوند.

### الاستومر
بسیاری از پدها از لایه نازکی از الاستومر، مانند لاستیک طبیعی یا لاستیک مصنوعی با چگالی‌های مختلف، به‌عنوان سطح بازی استفاده می‌کنند. این نوع لاستیک یا مستقیماً روی پوست درام موجود قرار می‌گیرد یا به بالای یک لایه جامد چسبانده می‌شود. لاستیک طوری طراحی شده که پس از ضربه خوردن توسط چوبک طبل یا چوبک کوبه‌ای، به شیوه‌ای مشابه پوست درام واقعی واکنش نشان دهد.

### مش
برخی پدهای تمرین از دیسکی از مش که روی یک قاب کشیده شده استفاده می‌کنند. مش هنگام ضربه زدن نسبت به لاستیک یا مایلار بی‌صداتر است و می‌توان با سفت یا شل کردن آن در قاب، آن را کوک کرد تا انواع مختلف پوست درام را شبیه‌سازی کند.

## کاربرد
این ابزارها را می‌توان روی سطوح مختلفی از جمله دامان نوازنده، میز یا روی پوست یک درام واقعی قرار داد. قرار دادن پد روی پوست درام واقعی می‌تواند پاسخ طبیعیطبل کوچک درام را منتقل کند و در عین حال صدای درام را به شدت خاموش کند. چندین واحد اغلب به‌صورت یک کیت درام استاندارد برای تمرین چیده می‌شوند.